# Закрита школа
Закри́та шко́ла (рос. Закрытая школа) — російський телесеріал в жанрі містичного трилера з елементом драмедії. Це адаптація іспанського телесеріалу «Чорна лагуна», однак деякі сюжетні лінії в «Закритій школі» оригінальні і не мають аналога. Пілотні назви серіалу — «Інтернат» і «Ліс». Телесеріал знімався компанією «Амедіа» на замовлення каналу «СТС».
14 листопада 2012 року на каналі «СТС» вийшла остання 134-а серія, а 15 листопада — фільм про фільм «Закрита школа».
17 вересня 2012 року видавництво «Ексмо» випустило першу книгу серії «Закрита школа» під назвою «Початок», автор: Катерина Неволіна. 17 січня 2013 року видавництво «Ексмо» випустило другу книгу серії «Закрита школа» під назвою «Опір», автор: Ірина Щеглова.

## Про серіал
Дія відбувається в Підмосков'ї в старовинній дворянській садибі, побудованій майже 200 років тому графом Щербатовим. Після Жовтневого перевороту і до кінця Другої світової війни садиба пустувала. З 1945 по 1953 роки тут розміщувався спецприймальник для дітей ворогів народу. Потім з 1953 до 1980 року в ній почав працювати дитячий будинок № 8. Після його закриття садиба знову пустувала рівно 20 років. В кінці 1999 року будівлю було викуплено під приватну елітну школу-пансіон, в якій у наші дні і розгортаються події.
Серіал розповідає про життя учнів і викладачів елітної школи-пансіону «Логос», розташованої в старовинній садибі графа Щербатова посеред похмурого, але мальовничого лісу. У їхньому замкнутому світі всі переживання набагато гостріші, ніж у звичайному шкільному житті
В історії, протягом усього серіалу, фігурують одинадцять основних персонажів. По ходу сюжету з'ясовується, що у кожного з них є свої таємниці і скелети в шафі.

## Сюжет
Взимку 2010–2011 навчального року в «Логос» приїжджають вчитися Андрій і його молодша сестра Надя. Їхні батьки загинули (як було їм сказано). Однак Андрій в це не вірить, адже тіла не було знайдено (сумніви з цього приводу пізніше виявляються виправданими: батьки живі, але де вони — це доведеться з'ясувати Андрію). Опікуном призначають Віктора Полякова, саме він в кінці 1999 року заснував на місці колишнього дитбудинку школу-пансіон «Логос». Дуже скоро Андрій дізнається, що в цій школі багато страшних таємниць і події, що тут відбуваються, якимось чином пов'язані з його родиною, включаючи діда. Разом зі своїми новими друзями Дашею, Вікою, Максом, Ромою, Тьомою, Юлею, а потім і з Лізою він намагається добитися істини. Але правда виявиться занадто жорстокою: хлопців буде чекати багато випробувань, які їм доведеться пройти: і зради, і смерті, і несподівані повороти подій.

## Передісторія
Група німецьких вчених у 1945 році, коли радянські війська увійшли в Берлін, змогла перебратися в СРСР. Тут вони створили секретну лабораторію для проведення експериментів над людьми. Мета цих дослідів — створення ідеальної людини. Джерелом біоматеріалу стали вихованці дитбудинку, а місцем проведення незаконних дослідів — бункер (підземелля дитбудинку). Всі досліди (з 1945 по 1953 роки) проводилися на початку в неофіційному місці — спецприймальнику, потім (з 1953 по 1980 роки) досліди проводилися в офіційно відкритому дитячому будинку № 8. Цей проект отримав назву «Gemini» («близнюки» лат.). А на початку 90-х була створена фармацевтична компанія «Ingrid». Ліки в цій фірмі виробляються на основі проведених експериментів над дітьми. Головний відділ цієї компанії розташований на нижньому рівні підземелля школи, який був побудований разом з відкриттям школи-пансіону «Логос» у 2000 році.
У 2012 році нацистам вдалося створити вірус, який може знищити всіх, на їхню думку, «неповноцінних» людей (девіз нацистів «слабкі повинні померти»). Паралельно з цим в тому ж році була створена вакцина від цього вірусу. У 2001 році було створено клон Ріттера Вульфа, який повинен застосуватись у випадку загибелі оригіналу. Клон помістили в барокамеру і запечатали за стіну до відповідного моменту. Об'єкт отримав назву Домінус. Ним керує працівник нацистів, інженер Георгій Єрмолаєв. Після смерті Вульфа у нацистів є не більше місяця до того, як об'єкт самознищиться. Об'єкт розташований в секретному місці у підземеллі школи, і доступ туди може отримати тільки хранитель об'єкта Єрмолаєв. Але в червні 2012 року Петро Олексійович Морозов застрелив об'єкт, який був виведений з коми.

## У ролях

### Співробітники елітної школи-пансіону «Логос»
- Антон Хабаров —  Віктор Миколайович Поляков (справжнє ПІБ — Ісаєв Ігор Олексійович). (1-4 сезони).
- Тетяна Васильєва —  Галина Василівна Смірнова. (1-4 сезони) .
- Ксенія Ентеліс —  Олена Сергіївна Крилова. (1-4 сезони).
- Михайло Сафронов —  Павло Петрович Лобанов. (1-4 сезони).
- Юлія Агафонова —  Марія Володимирівна Вершиніна. (1-4 сезони).
- Прохор Дубравін —  Володимир Соколов (справжнє ПІБ — Шевцов Ілля Іванович). (1-4 сезони).
- Максим Радугин —  Кирило Євгенович Воронцов (справжнє ПІБ — Васильєв, Кирило Юрійович). (2-4 сезони).
- Поля Полякова —  Неллі Олексіївна Камінська. (2 сезон).
- Анна Носатова —  Віра Дмитрівна Назарова. (3 сезон).
- Анастасія Бусигіна —  Яна Миколаївна Токарєва. (3 сезон).
- Олександр Нікітін —  Анатолій. (2 сезон).
- Максим Виноградов —  Микита Михайлович Ольшанський. (3 сезон).
- Ганна Скиданова —  Поліна Олександрівна Мальцева. (3-4 сезони).
- Євгенія Лоза —  Лариса Андріївна Одинцова. (4 сезон).
- Олександр Яцко —  Петро Олексійович Морозов

### Учні
- Павло Прилучний —  Максим Петрович Морозов (справжнє ПІБ - Вершинін Максим Анатолійович). (1-4 сезони) .
- Олексій Коряков —  Андрій Олександрович Авдєєв. (1-4 сезони) .
- Тетяна Космачова —  Вікторія Кузнєцова. (1-4 сезони).
- Агата Муценієце[7] —  Дарина Старкова. (1-4 сезони).
- Ігор Юртаєв —  Роман Євгенович Павленко. (1-4 сезони).
- Євгенія Осипова —  Юлія Денисівна Самойлова. (1-3 сезони).
- Ганна Андрусенко —  Єлизавета Виноградова. (3-4 сезони).
- Луїза Габріела Бровіна —  Надія Олександрівна Авдєєва. (1-4 сезони) / Ірина Ісаєва в дитинстві. (1-3 сезони) / Інгрід Вульф. (3 сезон).
- Аліна Васильєва —  Аліса Станіславівна Ткаченко. (1-4 сезони).
- Іван Непомнящій —  Юра Верьовкін. (1-4 сезони).
- Віталій Герасимов —  Дмитро (Мітя) Кирилович Воронцов. (2-4 сезони).
- Валентина Ляпіна —  Тася Баришнікова. (4 сезон).
- Сергій Походаєв —  Денис Олександрович Захаров. (1-4 сезони).
- Анфіса Вістінгаузен —  Лілія Скворцова. (3-4 сезони).
- Олег Новіков —  В'ячеслав Харитонов. (1-4 сезони).
- Олександра Курагіна —  Світлана Тимофєєва. (1-4 сезони).
- Анастасія Акатова —  Євгенія Савєльєва. (3-4 сезони).

### Співробітники проекту «GEMINI»
- Володимир Михайлов (2 сезон) / Костянтин Желдін (3 сезон) — Владлен Петрович Колчін (Ріттер Вульф). (2-3 сезони).
- Марія Бортник — Лізхен Вульф. (3 сезон).
- Володимир Носик — Сергій Андрійович Крилов (Мартін фон Клаус). (1-3 сезони).
- Михайло Ремізов — Костянтин Вікторович Войтевіч (Хельмут фон Хаммер). (1-4 сезони).
- Олексій Михайлов — Олексій Славін (Адольф Меркель). (3 сезон).
- Тетяна Лиховид — Євдокія Славіна (Еліс Меркель). (3 сезон).
- Олександр Яцко — Петро Олексійович Морозов. (1-4 сезони).
- Людмила Чурсіна — Клавдія Володимирівна Сафронова (Теодора Раубер). (3-4 сезони).
- Олександр Асташонок — Олексій Баришніков. (4 сезон).
- Андрій Межуліс — Георгій Іванович Єрмолаєв. (4 сезон).
- Олександр Яковлєв —  Микола Філатов (псевдонім - полковник Фролов, справжнє ім'я - Карл Флейшер). (3-4 сезони).
- Марина Казанкова — Анна Михайлівна Ольшанська. (1-4 сезони).
- Костянтин Стрельников (1 сезон) / Микола Сердцев (2 сезон) — Дмитро Валерійович Каверін (Кубик-Рубік). (1-2 сезони).
- Петро Кіслов — Вадим Юрійович Уваров. (3-4 сезони).
- Юлія Рудіна — Тамара Олексіївна Славіна (Світлана Остапенко). (3 сезон).
- Олег Масленніков-Войтов — майор Сергій Вікторович Раєвський. (4 сезон).
- Дмитро Комов — Олександр Авдєєв. (1-3 сезони).
- Олександр Захар'єв — Анатолій Іванович Панін. (1-2 сезони).
- Михайло Хімічев — вітчим Юлі. (1-2 сезони).

### Решта
- Петро Кислов —  Антон Юрійович Уваров («Прометей»), брат – близнюк Вадима. (3 сезон).
- Ксенія Лаврова-Глінка —  Наталя Владленівна Колчіна (справжнє ПІБ - Ісаєва Ірина Олексіївна). (1-4 сезони).
- Олександр Рапопорт —  Князь (Князєв Борис Костянтинович). (1-4 сезони).
- Костянтин Желдін — «Домінус», клон Владлена Петровича Колчіна. (4 сезон).
- Андрій Свиридов —  Гном (справжнє ПІБ - Крилов Єгор Сергійович). (1 сезон).
- Любов Новікова —  Крістіна Панфілова. (1-2 сезони).
- Олексій Бояджи —  Федір Сичов. (2 сезон).
- Андрій Лєбєдєв —  Доктор Головенко. (3-4 сезони).
- Артем Казьмін —  Данила Петрович Славін. (3 сезон).
- Аля Нікуліна —  Ніна Борисівна Ісаєва. (3-4 сезони).
- Сергій Іванов —  Григорій Петрович Куриленко. (4 сезон).

## Виробництво телесеріалу

### Початковий етап
Робочою назвою серіалу була «Інтернат», проте:
13 березня 2011 року В'ячеслав Муругов, генеральний директор каналу «СТС», у своєму мікроблозі, в Твіттері, написав про перейменування серіалу «Інтернат» в серіал «Ліс»:
24 березня 2011 В'ячеслав Муругов, генеральний директор каналу «СТС», в Твіттері, написав про перейменування серіалу «Ліс» в серіал «Закрита школа»:

## Факти
- Спочатку серіал планувався для показу на каналі «ТВ3». Генеральний директор каналу  «ТВ3» Олександр Карпов про серіал:

- Режисер серіалу Олег Асадулін про зйомки:

- Олексій Коряков (в серіалі грає Андрія Авдєєва) спочатку пробувався на роль Макса.

- Роль Дар'ї Старкової спочатку повинна була зіграти Марина Петренко, проте роль була віддана Агаті Муценієце. Генеральний продюсер серіалу В'ячеслав Муругов прояснив  «Марині графік не дозволяв працювати в проекті. Чекати ми не могли. Упевнений ми ще попрацюємо. Але я радий, що відкрив Агату. Дуже.»

 — 
- Павло Прилучний, виконавець ролі Максима Морозова,  «До цього проекту я ніколи нічого не боявся. Але коли почав зніматися в "Закритій школі", то якийсь час спав виключно з увімкненим комп'ютером - джерело світла мені було необхідне.»

- Героїня Агати Муценієце Даша Старкова, якщо б творці серіалу діяли строго за «Чорною лагуною», повинна була померти ще наприкінці 3-го сезону. Однак, в «Закритій школі» сценаристи через популярність актриси вирішили її героїню залишити в серіалі. Тим не менш, з невідомих причин в кінці 4-го сезону Даша вмирає. З одного боку, це можна пояснити тим, що в період зйомок тих серій (жовтень 2012) Агата Муценіеце була вагітна, вже на великому терміні. Але з іншого боку, вона аж до останньої серії знімалася в «Закритій школі», тепер у вигляді примари Даші. Причина такого повороту сюжету невідома.

## Продовження
Генеральний продюсер серіалу В'ячеслав Муругов:

Продюсер серіалу і президент компанії «Амедіа» Олександр Акопов:
```
   «У нашому плані 4 сезони: 20+40+44+30=134 серії»
```

1 листопада 2012 року стало останнім днем зйомок телесеріалу «Закрита школа».

## Нагороди та номінації
27 грудня 2011 року газета «Комсомольська правда» присудила серіалу третє місце в списку «Найкращих серіалів-2011».
6 січня 2012 року Тетяна Васильєва за роль Галини Василівни Смірнової була названа виконавицею «Найкращої жіночої ролі в художньому фільмі / серіалі», а Ігор Юртаєв за роль Романа Павленка був названий виконавцем «Найкращої чоловічої ролі в художньому фільмі / серіалі» в номінаціях «Кінопідсумки 2011 року. Обличчя», за підсумками глядацького голосування на сайті радіостанції «Ехо Москви». 
28 січня 2012 року серіал став власником Щорічної російської кіно премії в жанрі жахів «КРАПЛЯ-2011» в номінації «Найкращий вітчизняний хоррор – серіал року».
Премія «ТЕФІ-2011».
Номінація на премію «КРАПЛЯ-2012».